# Iers kenteken

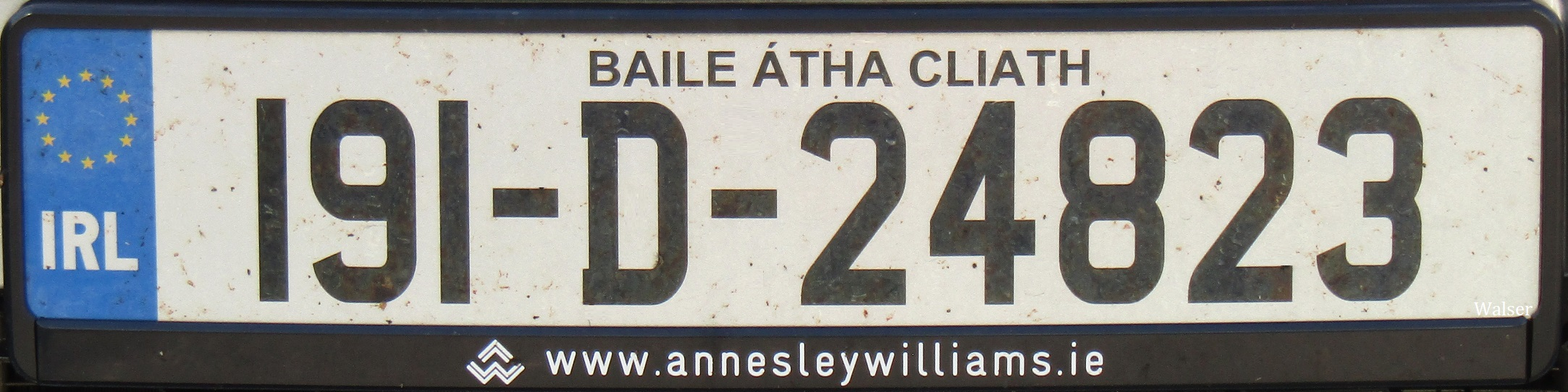
Kenteken uit de eerste helft van 2019, D = Dublin

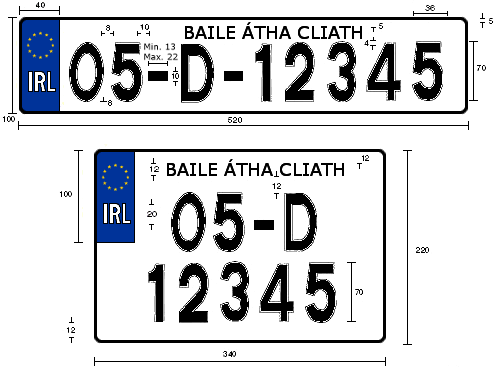
Kentekenspecificatie, zonder nummer voor het semester. De situatie voor 2013.

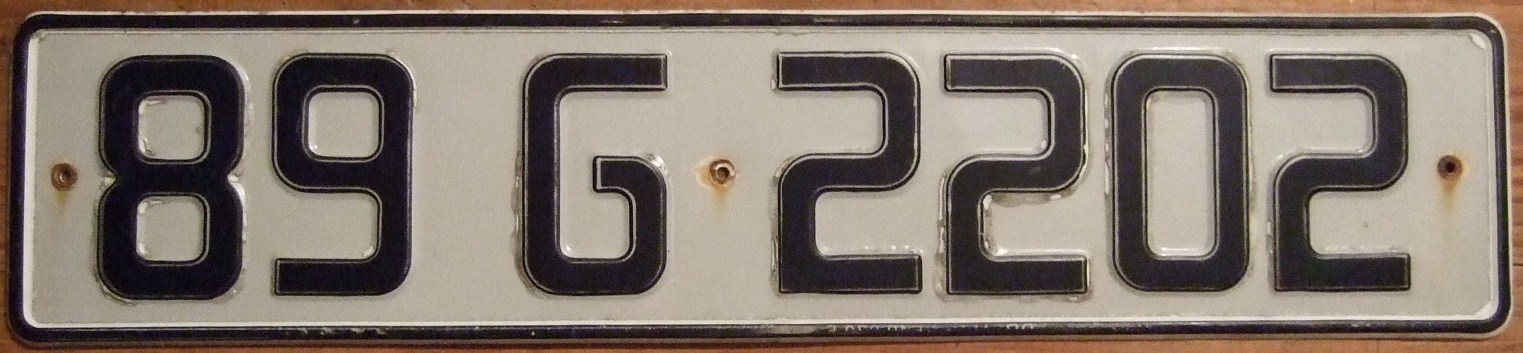
Kenteken van 1987 tot 1991

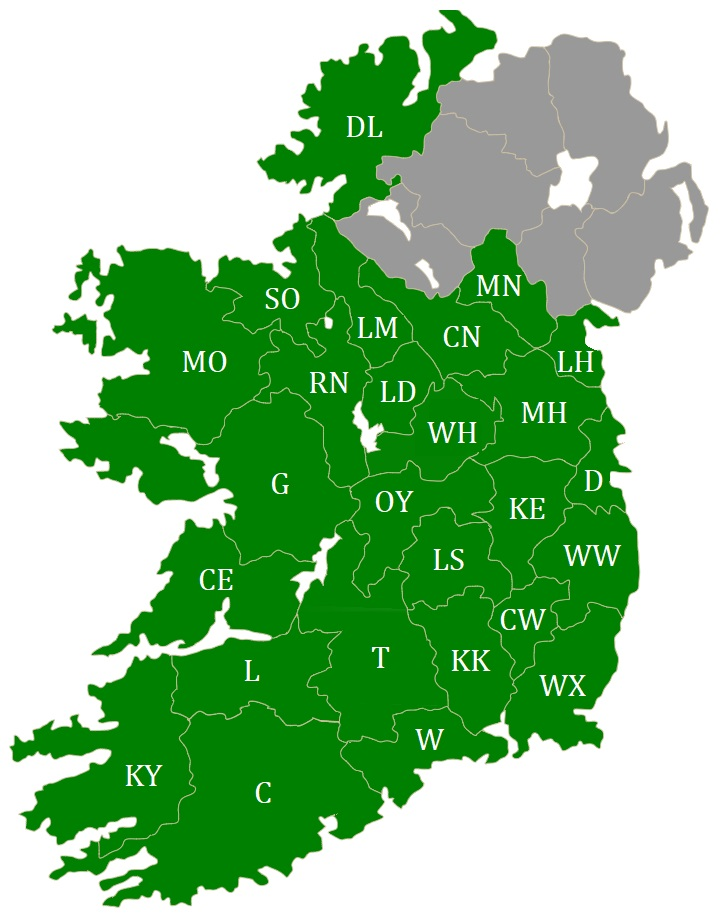
Geografische verdeling van de afkortingen

Een Iers kenteken is een kenteken van een voertuig uit Ierland.
De kentekenplaat bestaat uit cijfers en letters, die zwart zijn op een witte reflecterende achtergrond.  De naam van de stad of het graafschap moet bovenaan in het Iers vermeld zijn.  De EU-vlag en de letters "IRL" zijn aan de linkerkant van het bord geplaatst. De vlag toont 12 gouden sterren in een cirkel, met de letters "IRL" in het wit eronder, allemaal op een blauwe reflecterende achtergrond. Er mogen geen andere cijfers, letters of tekens op de kentekenplaat staan.

## Indeling
Van 1987 tot en met 2012 hadden de kentekenplaten het formaat JJ-CC-NNNNNN en vanaf 2013 volgden de kentekenplaten de indeling JJS-CC-NNNNNN;
- JJ staat voor de laatste twee cijfers van het jaar van registratie;
- S staat voor het semester, 1 of 2;
- CC is een code van één of twee letters die de stad of het graafschap aangeeft;
- NNNNNN is een nummer van 1 tot 6 cijfers dat begint met het eerste geregistreerde voertuig van het jaar.

Er wordt beweerd dat het extra cijfer voor het semester onder meer toegevoegd werd om te voorkomen dat kentekens met het ongeluksgetal 13 zouden beginnen.
Een nummerplaat van een voertuig uit Dublin bevat een D als afkorting van Dublin, terwijl aan de bovenkant voluit de Ierse naam Baile Átha Cliath wordt geschreven.
Sinds 2024 hebben elektrische voertuigen rechts een groene strook op de nummerplaat. 

### Codes
Als een voertuig op of na 1 januari 2014 voor het eerst gebruikt en geregistreerd wordt, dan gelden de volgende codes:
| Code | Ierse naam        | Registration District |
| ---- | ----------------- | --------------------- |
| C    | Corcaigh          | Cork                  |
| CE   | An Clár           | Clare                 |
| CN   | An Cabhán         | Cavan                 |
| CW   | Ceatharlach       | Carlow                |
| D    | Baile Átha Cliath | Dublin                |
| DL   | Dún na Ngall      | Donegal               |
| G    | Gaillimh          | Galway                |
| KE   | Cill Dara         | Kildare               |
| KK   | Cill Cheannaigh   | Kilkenny              |
| KY   | Ciarrai           | Kerry                 |
| L    | Luimneach         | Limerick              |
| LD   | An Longphort      | Longford              |
| LH   | An Lú             | Louth                 |
| LM   | Liatroim          | Leitrim               |
| LS   | Laois             | Laois                 |
| MH   | An Mhí            | Meath                 |
| MN   | Muineachán        | Monaghan              |
| MO   | Maigh Eo          | Mayo                  |
| OY   | Uibh Fhaili       | Offaly                |
| RN   | Ros Comáin        | Roscommon             |
| SO   | Sligeach          | Sligo                 |
| T    | Tiobraid Árann    | Tipperary             |
| W    | Port Láirge       | Waterford             |
| WH   | An Iarmhí         | Westmeath             |
| WW   | Cill Mhantáin     | Wicklow               |
| WX   | Loch Garman       | Wexford               |

#### Oudere codes
In 2014 werd de code "T" voor Tipperary geïntroduceerd, als gevolg van de fusie van Tipperary North County Council ("TN") en Tipperary South County Council ("TS"). De codes voor Limerick en Waterford veranderden ook als gevolg van fusies. Limerick ging van "L" en "LK" naar enkel "L". Waterford ging van "W" en "WD" naar enkel "W". Als een voertuig vóór 1 januari 2014 voor het eerst in een ander land in gebruik is genomen, en op of na 1 januari 2014 in Ierland wordt ingevoerd en geregistreerd, dan zijn de codes L, LK, TS, TN, W en WD, zoals voorheen van toepassing.

## Een kenteken reserveren
Ierland kent geen gepersonaliseerde kentekenplaten. Iemand kan wel vooraf te betalen voor een zogenaamd 'cherised number'. In zo’n geval wordt een nummer gereserveerd en vervolgens wordt er dan gewacht tot het aantal geregistreerde auto's wordt bereikt waardoor dat nummer kan worden uitgegeven. Voorbeelden zijn 191-D-525 bij een BMW 525, of 191-D-911 bij een Porsche 911.
Bijna alle kentekenplaten zijn beschikbaar voor reservering. Een uitzondering is het eerste nummer van elke registratieperiode uitgegeven in Cork, Dublin, Limerick en Waterford (bijvoorbeeld 161-D-1). Deze zijn gereserveerd zijn voor de burgemeesters van deze steden.

## Speciale kentekens
Een voertuig dat niet permanent geregistreerd is, kan tot een maand voorafgaand aan de export een ZZ-kenteken voeren. Een ZZ-kenteken bestaat uit de letters ZZ gevolgd door een uniek vijfcijferig nummer.
Er zijn speciale ZV-kentekens die beschikbaar zijn voor 'vintage' auto's. Een voorbeeld van een kentekenplaat in dit formaat is ZV 4723.

## Kentekens voor 1987

Kenteken (achterkant) van 1969 tot 1987

Voor 1987 werd een ander systeem voor de indeling van kentekens gehanteerd. Dit systeem stamt uit 1903. Indertijd werd een alfabetische lijst van 32 gebieden opgesteld.
Deze gebieden kregen een indexletter voorafgegaan door de letter I, beginnend met Antrim (IA), Armagh (IB) , Carlow (IC) tot en met Mayo (IZ). De volgorde werd vervolgens omgekeerd vanaf Meath (AI), Monaghan (BI) tot en met Wicklow (NI). Deze letters werden gevolgd door één, twee, drie of vier cijfers en liepen op tot 9999. De letters G, Q, S en V werden niet gebruikt.
Toen deze combinaties allemaal waren uitgegeven werd er op dit systeem voortgeborduurd door andere lettercombinaties uit te geven, of de letters aan het einde van het nummerbord te plaatsen.
Bijvoorbeeld voor County Louth:
| Nummer             | Periode                        |
| ------------------ | ------------------------------ |
| IY 1 t/m IY 9999   | december 1903 – oktober 1954   |
| ZY 1 t/m ZY 9999   | oktober 1954 – januari 1964    |
| AIY 1 t/m ZIY 999  | januari 1964 – oktober 1976    |
| AZY 1 t/m YZY 999  | oktober 1976 – september 1985  |
| 101 ZY t/m 2507 ZY | september 1985 – december 1986 |